# Komtoèga
Komtoèga è un dipartimento del Burkina Faso classificato come comune, situato della provincia  di Boulgou, facente parte della Regione del Centro-Est.
Il dipartimento si compone del capoluogo e di altri 12 villaggi: Dega, Goghin, Goulanda, Komtoèga-Peulh, Pissy, Samsagbo, Toece, Womzougou, Yaganse, Yaoghin, Yelboulga e Zoumtoega.